# Decapodiridovirus
Decapodiridovirus ist eine Gattung von Riesenviren (Nucleocytoviricota, NCLDVs) aus der Familie der Iridoviridae, Unterfamilie Betairidovirinae.
Die Viruspartikel (Virionen) der Gattung Decapodiridovirus sind mit 158 nm für Viren groß, Sie haben ein Kapsid mit ikosaedrischer Geometrie. Ihre natürlichen Wirte sind Krebse, insbesondere die der Familie Penaeidae (Dendrobranchiata).

## Genom und Replikation
Das Genom der Viren in der Gattung Decapodiridovirus besteht aus linearer Doppelstrang-DNA (dsDNA). Seine Größe von 165 kbp (Kilo-Basenpaaren) liegt zwischen den Genomen der Gattung Ranavirus und Megalocytivirus (d. h. einer Bandbreite von 100–140 kbp) einerseits und der Gattungen Lymphocystivirus, Iridovirus und Chloriridovirus (grob 200 kbp).
Das Genom von Decapodiridovirus hat einen G+C-Gehalt von 35 % und verfügt über 170 mutmaßliche Offene Leserahmen (en. open reading frames, ORFs).
Die Sequenzanalyse des Genoms hatte gezeigt, dass sich diese bei Mitgliedern der Art (Spezies) Decapod iridescent virus 1 von der anderer Familienmitglieder der Iridoviridae unterscheidet, so dass das International Committee on Taxonomy of Viruses (ICTV) für diese Art eine eigene Gattung schuf.
Es wird vermutet, dass die Replikationsstrategie ähnlich wie bei anderen Iridoviriden (Mitgliedern der Familie Iridoviridae) ist.
Obwohl die mutmaßlichen ORFs Orthologe unter anderen Mitgliedern der Unterfamilie Betairidovirinae haben, beträgt der Grad der Sequenzidentität im Allgemeinen weniger als 50 %.
Zudem scheint dem Genom die kleine Untereinheit der Ribonukleotidreduktase zu fehlen – dies ist ein Gen, das bei anderen Iridoviriden als eines der 26 „Kerngene“ (en. core genes)  identifiziert wurde.

## Wirte und verursachte Symptome
Viren der Spezies Decapod iridescent virus 1 sind die Ursache für schwere Erkrankungen mit einhergehender hoher Mortalität (Sterblichkeit) bei Penaeid-Garnelen (Familie Penaeidae in der Überfamilie Penaeoidea) und Flusskrebsen (Überfamilie Astacoidea).
Hämopoetisches (blutkörperchen-erzeugendes) Gewebe, Kiemen und der hepatopankreatische Sinus (en. hepatopancreatic sinus) schienen Hauptziele der Infektion zu sein.
Es wurden (mindestens) zwei Isolate der Spezies Decapodiridovirus litopenaeus1 (früher Decapod iridescent virus 1) berichtet, eines aus Garnelen der Spezies Litopenaeus vannamei mit Bezeichnung Shrimp hemocyte iridescent virus (SHIV) und das andere aus dem Australischen Flusskrebs (Cherax quadricarinatus, auch Rotscherenkrebs genannt) mit Bezeichnung Cherax quadricarinatus iridovirus (CQIV).
Die phylogenetischen Analysen weisen darauf hin, dass sich diese Isolate von bestehenden Gattungen der Familie/Unterfamilie abgrenzen.
Allerdings zeigt eine Analyse, dass SHIV mit Mitgliedern der Unterfamilie Betairidovirinae geclustert ist, während ein anderer phylogenetischer Baum bei CQIV eine engere Beziehung zu Mitgliedern der Unterfamilie Alphairidovirinae nahelegt.
Da die Hauptwirtsarten jedoch in beiden Fällen Wirbellose sind, und weil SHIV und CQIV beiden ein identifizierbares DNA-Methyltransferase-Gen fehlt, wurde für beide Varianten die gemeinsame die Gattung Decapodiridovirus als Mitglied der Unterfamilie Betairidovirinae taxonomisch festgelegt.

## Systematik
Die Systematik der Gattung Decapodiridovirus ist mit Stand Mai/Juni 2024 nach ICTV wie folgt:
Familie Iridoviridae
- Unterfamilie Betairidovirinae
  - Gattung Decapodiridovirus
    - Spezies Decapodiridovirus litopenaeus1 (früher Decapod iridescent virus 1)
      - Shrimp hemocyte iridescent virus (SHIV) – Isolat: 20141215[5]
      - Cherax quadricarinatus iridovirus (CQIV) mit Isolat CN01[6]